# Teshio, Hokkaidō
Teshio (天塩町 Teshio-chō) là thị trấn thuộc huyện Teshio, phó tỉnh Rumoi, Hokkaidō, Nhật Bản. Tính đế ngày 1 tháng 10 năm 2020, dân số ước tính thị trấn là 2.950 người và mật độ dân số là 8,3 người/km2. Tổng diện tích thị trấn là 353,31 km2.

## Địa lý

### Khí hậu
| Dữ liệu khí hậu của Teshio, Hokkaidō    | Dữ liệu khí hậu của Teshio, Hokkaidō | Dữ liệu khí hậu của Teshio, Hokkaidō | Dữ liệu khí hậu của Teshio, Hokkaidō | Dữ liệu khí hậu của Teshio, Hokkaidō | Dữ liệu khí hậu của Teshio, Hokkaidō | Dữ liệu khí hậu của Teshio, Hokkaidō | Dữ liệu khí hậu của Teshio, Hokkaidō | Dữ liệu khí hậu của Teshio, Hokkaidō | Dữ liệu khí hậu của Teshio, Hokkaidō | Dữ liệu khí hậu của Teshio, Hokkaidō | Dữ liệu khí hậu của Teshio, Hokkaidō | Dữ liệu khí hậu của Teshio, Hokkaidō | Dữ liệu khí hậu của Teshio, Hokkaidō |
| Tháng                                   | 1                                    | 2                                    | 3                                    | 4                                    | 5                                    | 6                                    | 7                                    | 8                                    | 9                                    | 10                                   | 11                                   | 12                                   | Năm                                  |
| --------------------------------------- | ------------------------------------ | ------------------------------------ | ------------------------------------ | ------------------------------------ | ------------------------------------ | ------------------------------------ | ------------------------------------ | ------------------------------------ | ------------------------------------ | ------------------------------------ | ------------------------------------ | ------------------------------------ | ------------------------------------ |
| Cao kỉ lục °C (°F)                      | 7.9 (46.2)                           | 7.9 (46.2)                           | 13.6 (56.5)                          | 21.4 (70.5)                          | 25.9 (78.6)                          | 30.0 (86.0)                          | 33.8 (92.8)                          | 32.5 (90.5)                          | 32.3 (90.1)                          | 23.1 (73.6)                          | 17.2 (63.0)                          | 12.3 (54.1)                          | 33.8 (92.8)                          |
| Trung bình ngày tối đa °C (°F)          | −2.3 (27.9)                          | −1.8 (28.8)                          | 1.9 (35.4)                           | 8.1 (46.6)                           | 14.0 (57.2)                          | 18.3 (64.9)                          | 22.3 (72.1)                          | 23.6 (74.5)                          | 20.8 (69.4)                          | 14.4 (57.9)                          | 6.7 (44.1)                           | 0.3 (32.5)                           | 10.5 (50.9)                          |
| Trung bình ngày °C (°F)                 | −5.4 (22.3)                          | −5.3 (22.5)                          | −1.4 (29.5)                          | 4.3 (39.7)                           | 9.6 (49.3)                           | 13.8 (56.8)                          | 18.1 (64.6)                          | 19.5 (67.1)                          | 16.2 (61.2)                          | 10.4 (50.7)                          | 3.5 (38.3)                           | −2.5 (27.5)                          | 6.7 (44.1)                           |
| Tối thiểu trung bình ngày °C (°F)       | −9.9 (14.2)                          | −10.8 (12.6)                         | −6.1 (21.0)                          | −0.4 (31.3)                          | 4.6 (40.3)                           | 9.1 (48.4)                           | 14.0 (57.2)                          | 15.2 (59.4)                          | 10.7 (51.3)                          | 5.3 (41.5)                           | −0.1 (31.8)                          | −6.1 (21.0)                          | 2.1 (35.8)                           |
| Thấp kỉ lục °C (°F)                     | −30.6 (−23.1)                        | −28.5 (−19.3)                        | −22.0 (−7.6)                         | −11.0 (12.2)                         | −5.7 (21.7)                          | −2.9 (26.8)                          | 2.0 (35.6)                           | 4.5 (40.1)                           | −1.2 (29.8)                          | −5.2 (22.6)                          | −10.2 (13.6)                         | −25.5 (−13.9)                        | −30.6 (−23.1)                        |
| Lượng Giáng thủy trung bình mm (inches) | 44.6 (1.76)                          | 31.5 (1.24)                          | 34.4 (1.35)                          | 41.4 (1.63)                          | 61.2 (2.41)                          | 56.0 (2.20)                          | 109.2 (4.30)                         | 123.5 (4.86)                         | 124.1 (4.89)                         | 127.0 (5.00)                         | 100.5 (3.96)                         | 60.1 (2.37)                          | 915.4 (36.04)                        |
| Lượng tuyết rơi trung bình cm (inches)  | 219 (86)                             | 167 (66)                             | 118 (46)                             | 14 (5.5)                             | 0 (0)                                | 0 (0)                                | 0 (0)                                | 0 (0)                                | 0 (0)                                | 1 (0.4)                              | 49 (19)                              | 191 (75)                             | 759 (297.9)                          |
| Số ngày mưa trung bình                  | 16.4                                 | 12.0                                 | 10.2                                 | 9.5                                  | 9.5                                  | 8.8                                  | 9.1                                  | 9.4                                  | 11.7                                 | 15.1                                 | 16.5                                 | 17.2                                 | 145.4                                |
| Số ngày tuyết rơi trung bình            | 23.0                                 | 20.1                                 | 16.7                                 | 2.3                                  | 0                                    | 0                                    | 0                                    | 0                                    | 0                                    | 0.1                                  | 5.5                                  | 20.2                                 | 87.9                                 |
| Số giờ nắng trung bình tháng            | 52.7                                 | 78.7                                 | 138.3                                | 166.5                                | 185.3                                | 153.9                                | 150.8                                | 159.8                                | 173.7                                | 127.4                                | 54.7                                 | 31.7                                 | 1.473,5                              |
| Nguồn 1: Cục Khí tượng Nhật Bản         |                                      |                                      |                                      |                                      |                                      |                                      |                                      |                                      |                                      |                                      |                                      |                                      |                                      |
| Nguồn 2: Cục Khí tượng Nhật Bản         |                                      |                                      |                                      |                                      |                                      |                                      |                                      |                                      |                                      |                                      |                                      |                                      |                                      |